# 泰安航天特种车
泰安航天特种车有限公司，简称泰安航天特车或泰安特车，是位于中国山东省泰安市的军用特种车制造商，2004年由北京航天发射技术研究所与泰安市国资公司共同出资组建。

## 历史沿革
泰安特车前身为1952年建立的泰安特种车制造厂。1990年代初，泰安特车研制出了中国首辆可投入使用的重型越野汽车——TAS5380重型特种车。2004年6月，北京航天发射技术研究所与泰安市国资公司以2000万元的注册资本组建了泰安航天特种车有限公司。成立之初，公司本來打算以民用传统制造业为主。2012年，新上任的总经理王成桥调整产品结构，改为以军工为主。

## 产品
泰安特车和湖北三江航天万山特种车辆有限公司（“万山特车”）研制的重型整体式轮式越野车是中国目前各类弹道导弹的主要载具。中国地对地东风系列导弹中，东风-15、东风-26、东风-31AG和东风-41均使用了泰安特车生产的底盘。